# جيرار لوبيز
جيرار لوبيز (بالفرنسية: Gérard Lopez)‏ هو طبيب نفسي فرنسي، ولد في 1949.